# SAPERE (Projekt)
SAPERE (Scripta Antiquitatis Posterioris ad Ethicam REligionemque pertinentia, „Schriften der späteren Antike zu ethischen und religiösen Fragen“) ist der Name eines Editionsprojektes in Göttingen. Ziel des Projektes ist es, die bisher im Vergleich zu den älteren Epochen wenig beachteten griechischen und lateinischen Texte vom 1. bis 4. Jahrhundert n. Chr. mit kritischen Editionen, Übersetzungen und Textkommentaren herauszugeben. Seit 2000 sind bisher 44 Bände in der Reihe erschienen (Stand: Mai 2024).
Der Name des Unternehmens ist bewusst an das Sprichwort sapere aude angeknüpft, das Kant mit den Worten ins Deutsche übertrug: „Habe den Mut, dich deines eigenen Verstandes zu bedienen“. Die Texte sind sowohl als Grundlage für den wissenschaftlichen Diskurs in verschiedenen Disziplinen als auch zur Heranführung interessierter Leser gedacht.
Die Publikationen des Projektes erscheinen im Mohr Siebeck Verlag Tübingen und bei der Wissenschaftlichen Buchgesellschaft in Darmstadt. Herausgeber der Reihe sind die Neutestamentler und Gräzisten Reinhard Feldmeier (Göttingen), Rainer Hirsch-Luipold (Bern) und Heinz-Günther Nesselrath (Göttingen). Zum wissenschaftlichen Beirat gehörten und gehören Ulrich Berner, Barbara Borg, Dorothee Gall, Gustav Adolf Lehmann, Jan Opsomer, Reinhard Gregor Kratz, Maximilian Forschner, Ilinca Tanaseanu-Döbler und Nancy Rahn. Das Projekt wird von der Fritz Thyssen Stiftung und seit 2009 von der Akademie der Wissenschaften zu Göttingen gefördert. Das Projekt wurde auch im überregionalen Akademienprogramm gefördert, das von der Union der Akademien der Wissenschaften koordiniert wird.

## Erschienene und geplante Bände (Übersicht)
1. Plutarch: Ei kalōs eirētai to lathe biōsas. Ist „Lebe im Verborgenen“ eine gute Lebensregel? Eingeleitet, übersetzt und mit interpretierenden Essays versehen von Ulrich Berner, Reinhard Feldmeier, Bernhard Heininger und Rainer Hirsch-Luipold. Darmstadt 2000, ISBN 3-534-14944-0.
2. Dion von Prusa: Olympikos ē peri tēs prōtēs tou theu ennoias. Olympische Rede oder über die erste Erkenntnis Gottes. Eingeleitet, übersetzt und interpretiert von Hans-Josef Klauck, mit einem archäologischen Beitrag von Balbina Bäbler. Darmstadt 2000, ISBN 3-534-14947-5.
3. Lukian: Philopseudeis ē apistōn. Die Lügenfreunde oder der Ungläubige. Eingeleitet, übersetzt und mit interpretierenden Essays versehen von Martin Ebner, Holger Gzella, Heinz-Günther Nesselrath und Ernst Ribbat. Darmstadt 2001, ISBN 3-534-14949-1.
4. Jamblich: Peri tu Pythagoreiu biu. Pythagoras: Legende, Lehre, Lebensgestaltung. Eingeleitet, übersetzt und mit interpretierenden Essays versehen von Michael von Albrecht, John M. Dillon, Martin George, Michael Lurje und David S. du Toit. Darmstadt 2002, ISBN 3-534-14945-9.
5. Apuleius: De magia. Eingeleitet, übersetzt und mit interpretierenden Essays versehen von Jürgen Hammerstaedt, Peter Habermehl, Francesca Lamberti, Adolf Martin Ritter und Peter Schenk. Darmstadt 2002, ISBN 3-534-14946-7.
6. Dion von Prusa: Menschliche Gemeinschaft und göttliche Ordnung. Die Borysthenes-Rede. Eingeleitet, übersetzt und mit interpretierenden Essays versehen von Heinz-Günther Nesselrath, Balbina Bäbler, Maximilian Forschner und Albert F. de Jong. Darmstadt 2003, ISBN 3-534-15572-6.
7. Apuleius, De deo Socratis, Über den Gott des Sokrates. Eingeleitet, übersetzt und mit interpretierenden Essays versehen von Matthias Baltes, Marie-Luise Lakmann, John M. Dillon, Pierluigi Donini, Ralph Häfner und Lenka Karfiková. Darmstadt 2004, ISBN 3-534-15573-4.
8. Die Bildtafel des Kebes: Allegorie des Lebens. Eingeleitet, übersetzt und mit interpretierenden Essays versehen von Rainer Hirsch-Luipold, Reinhard Feldmeier, Barbara Hirsch, Lutz Koch und Heinz-Günther Nesselrath. Darmstadt 2005, ISBN 3-534-15574-2.
9. Lukian: Der Tod des Peregrinos. Ein Scharlatan auf dem Scheiterhaufen. Eingeleitet, übersetzt und mit interpretierenden Essays versehen von Peter Pilhofer, Manuel Baumbach, Jens Gerlach und Dirk U. Hansen. Darmstadt 2005, ISBN 3-534-15820-2.
10. Plutarch: Dialog über die Liebe. Amatorius. Eingeleitet, übersetzt und mit interpretierenden Essays versehen von Herwig Görgemanns, Barbara Feichtinger-Zimmermann, Fritz Graf, Werner G. Jeanrond und Jan Opsomer. Darmstadt 2006, ISBN 3-16-148811-3.
11. Der apokryphe Briefwechsel zwischen Seneca und Paulus. Zusammen mit dem Brief des Mordechai an Alexander und dem Brief des Annaeus Seneca über Hochmut und Götterbilder eingeleitet, übersetzt und mit interpretierenden Essays versehen von Alfons Fürst, Therese Fuhrer, Folker Siegert und Peter Walter. Darmstadt 2006, ISBN 3-16-149130-0.
12. Rufus of Ephesus: On Melancholy. Edited by Peter E. Pormann, Tübingen 2008, ISBN 978-3-16-149759-9
13. Dion von Prusa: Der Philosoph und sein Bild. Herausgegeben von Heinz-Günther Nesselrath. Eingeleitet, ediert, übersetzt und mit interpretierenden Essays versehen von Eugenio Amato, Sotera Fornaro, Barbara E. Borg, Renate Burri, Johannes Hahn, Ilaria Ramelli und Jacques Schamp. Tübingen 2009, ISBN 978-3-16-150071-8.
14. Cornutus: Die Griechischen Götter. Ein Überblick über Namen, Bilder und Deutungen. Herausgegeben von Heinz-Günther Nesselrath. Eingeleitet, ediert, übersetzt und mit interpretierenden Essays versehen von Fabio Berdozzo, George Boy-Stones, Hans-Josef Klauck, Ilaria Ramelli und Alexei V. Zadorojnyi. Tübingen 2009, ISBN 978-3-16-150071-8.
15. Joseph und Aseneth. Herausgegeben von Eckart Reinmuth. Eingeleitet, ediert, übersetzt und mit interpretierenden Essays versehen von Eckart Reinmuth, Stefan Alkier, Brigitte Boothe, Uta Barbara Fink, Christine Gerber, Karl-Wilhelm Niebuhr, Angela Standhartinger, Manuel Vogel und Jürgen K. Zangenberg. Tübingen 2009, ISBN 978-3-16-150161-6.
16. Plutarch: On the daimonion of Socrates. Human liberation, divine guidance and philosophy. Edited by Heinz-Günther Nesselrath. Introduction, Text, Translation and Interpretative Essays by Donald Russell, George Cawkwell, Werner Deuse, John Dillon, Heinz-Günther Nesselrath, Robert Parker, Christopher Pelling and Stephan Schröder. Tübingen 2010, ISBN 978-3-16-150137-1.
17. Synesios von Kyrene: Polis – Freundschaft – Jenseitsstrafen: Briefe an und über Johannes. Eingeleitet, übersetzt und mit interpretierenden Essays versehen von Katharina Luchner, Bruno Bleckmann, Reinhard Feldmeier, Herwig Görgemanns, Adolf Martin Ritter und Ilinca Tanaseanu-Döbler. Tübingen 2010, ISBN 978-3-16-150654-3.
18. Libanios: Für Religionsfreiheit, Recht und Toleranz. Libanios’ Rede für den Erhalt der heidnischen Tempel. Eingeleitet, übersetzt und mit interpretierenden Essays versehen von Heinz-Günther Nesselrath, Okko Behrends, Klaus Stephan Freyberger, Johannes Hahn, Martin Wallraff und Hans-Ulrich Wiemer. Tübingen 2011, ISBN 978-3-16-151002-1.
19. Armut – Arbeit – Menschenwürde: Die Euböische Rede des Dion von Prusa. Eingeleitet, übersetzt und mit interpretierenden Essays versehen von Gustav Adolf Lehmann, Dorit Engster, Dorothee Gall, Hans Rupprecht Goette, Elisabeth Herrmann-Otto, Werner Heun und Barbara Zehnpfennig. Tübingen 2012, ISBN 978-3-16-151825-6.
20. Ps.-Platon: Über den Tod. Eingeleitet, übersetzt und mit interpretierenden Essays versehen von Irmgard Männlein-Robert, Oliver Schelske, Michael Erler, Reinhard Feldmeier, Sven Grosse, Achim Lohmar, Heinz-Günther Nesselrath und Uta Poplutz. Tübingen 2012, ISBN 978-3-16-151904-8.
21. Synesios von Kyrene: Ägyptische Erzählungen oder Über die Vorsehung. Herausgegeben von Martin Hose. Eingeleitet, übersetzt und mit interpretierenden Essays versehen von Martin Hose, Wolfgang Bernard, Frank Feder und Monika Schuol. Tübingen 2012, ISBN 978-3-16-152259-8.
22. Epiktet: Was ist wahre Freiheit? Diatribe IV 1. Eingeleitet, übersetzt und mit interpretierenden Essays versehen von Samuel Vollenweider, Manuel Baumbach, Eva Ebel, Maximilian Forschner und Thomas Schmeller. Tübingen 2013, ISBN 978-3-16-152366-3.
23. Cosmic Order and Divine Power. Pseudo-Aristotle: On the Cosmos. Introduction, Text, Translation and Interpretative Essays by Johan C. Thom, Renate Burri, Clive Chandler, Hans Daiber, Jill Kraye, Andrew Smith, Hidemi Takahashi, and Anna Tzvetkova-Glaser. Tübingen 2014, ISBN 978-3-16-152809-5.
24. On Prophecy, Dreams and Human Imagination. Synesius, De insomniis. Introduction, Text, Translation and Interpretative Essays by Donald A. Russell, Ursula Bittrich, Börje Bydén, Sebastian Gertz, Heinz-Günther Nesselrath, Anne Sheppard, Ilinca Tanaseanu-Döbler. Tübingen 2014, ISBN 978-3-16-152419-6.
25. Pyrrhonian Skepticism in Diogenes Laertius. Introduction, Text, Translation, Commentary and Interpretative Essays by Katja Maria Vogt, Richard Bett, Lorenzo Corti, Tiziano Dorandi, Christiana M. M. Olfert, Elisabeth Scharffenberger, David Sedley, and James Warren. Edited by Katja Maria Vogt. Tübingen 2015, ISBN 978-3-16-153336-5.
26. Die Sextussprüche und ihre Verwandten. Eingeleitet, übersetzt und mit interpretierenden Essays versehen von Wilfried Eisele, Yury Arzhanov, Michael Durst und Thomas Pitour. Herausgegeben von Wilfried Eisele. Tübingen 2015, ISBN 978-3-16-153657-1 (Digitalisat im Open Access).
27. Sapientia Salomonis (Weisheit Salomos). Eingeleitet, übersetzt und mit interpretierenden Essays versehen von Karl-Wilhelm Niebuhr, Walter Ameling, Folker Blischke, Mareike V. Blischke, Alfons Fürst, Rainer Hirsch-Luipold, Heinz-Günther Nesselrath, Maren R. Niehoff und Friedrich V. Reiterer. Herausgegeben von Karl-Wilhelm Niebuhr. Tübingen 2015, ISBN 978-3-16-152808-8.
28. Gegen falsche Götter und falsche Bildung. Tatian, Rede an die Griechen. Eingeleitet, übersetzt und mit interpretierenden Essays versehen von Peter Gemeinhardt, Marie-Luise Lakmann, Heinz-Günther Nesselrath, Ferdinand R. Prostmeier, Adolf Martin Ritter, Holger Strutwolf und Andrei Timotin. Herausgegeben von Heinz-Günther Nesselrath. Tübingen 2016, ISBN 978-3-16-152821-7.
29. In Praise of Asclepius. Aelius Aristides, Selected Prose Hymns. Introduction, Text, Translation and Interpretative Essays by Christian Brockmann, Milena Melfi, Heinz-Günther Nesselrath, Robert Parker, Donald A. Russell, Florian Steger, Michael Trapp. Edited by Donald A. Russell, Michael Trapp, and Heinz-Günther Nesselrath. Tübingen 2016, ISBN 978-3-16-153659-5.
30. Abrahams Aufbruch. Philon von Alexandria, De migratione Abrahami. Eingeleitet, übersetzt und mit interpretierenden Essays versehen von Heinrich Detering, Lutz Doering, Reinhard Feldmeier, Rainer Hirsch-Luipold, Heinz-Günther Nesselrath, Maren R. Niehoff, Peter Van Nuffelen, Florian Wilk. Herausgegeben von Maren R. Niehoff und Reinhard Feldmeier. Tübingen 2017, ISBN 978-3-16-153819-3.
31. Ist Beten sinnvoll? Die 5. Rede des Maximos von Tyros. Eingeleitet, übersetzt und mit interpretierenden Essays versehen von Barbara E. Borg, Franco Ferrari, Alfons Fürst, Rainer Hirsch-Luipold, Michael Trapp, Vincenzo Vitiello. Herausgegeben von Rainer Hirsch-Luipold und Michael Trapp. Tübingen 2019, ISBN 978-3-16-153953-4.
32. Die Seele im Kosmos. Porphyrios, Über die Nymphengrotte in der Odyssee. Eingeleitet, übersetzt und mit interpretierenden Essays versehen von Manuel Baumbach, Matthias Becker, Reinhold F. Glei, Irmgard Männlein-Robert, Christoph Riedweg und Benjamin Topp. Herausgegeben von Manuel Baumbach. Tübingen 2019, ISBN 978-3-16-156933-3.
33. Griechische Götter unter sich. Lukian, Göttergespräche. Eingeleitet, übersetzt und mit interpretierenden Essays versehen von Andreas Bendlin, Fabio Berdozzo, Janet Downie, Heinz-Günther Nesselrath und Adolf Martin Ritter. Herausgegeben von Fabio Berdozzo und Heinz-Günther Nesselrath. Tübingen 2019, ISBN 978-3-16-154961-8.
34. Über das Glück. Marinos, Das Leben des Proklos. Eingeleitet, übersetzt und mit interpretierenden Essays versehen von Matthias Becker, John Dillon, Udo Hartmann, Christoph Helmig, Irmgard Männlein-Robert, Dominic O’Meara, Stefan Schorn, Benjamin Topp. Hrsg. von Irmgard Männlein-Robert unter Mitwirkung von Oliver Schelske. Tübingen 2019, ISBN 978-3-16-158161-8 (Digitalisat im Open Access).
35. Bürger-Ethos, politisches Engagement und die Bewahrung des Status Quo. Plutarch, Politische Ratschläge. Eingeleitet, übersetzt und mit interpretierenden Essays versehen von Frank Daubner, Vera Hofmann, Gustav Adolf Lehmann und Tobias Thum. Herausgegeben von Gustav Adolf Lehmann. Tübingen 2020, ISBN 978-3-16-159100-6.
36. Das Leben des Weisen. Philon von Alexandria, De Abrahamo. Eingeleitet, übersetzt und mit interpretierenden Essays versehen von Matthias Adrian, Maximilian Forschner, Daniel Lanzinger, Heinz-Günther Nesselrath, Maren R. Niehoff, Friederike Oertelt, Simone Seibert und Nicolai Sinai. Hrsg. von Daniel Lanzinger. Tübingen 2020, ISBN 978-3-16-157537-2.
37. Interpreting and Living God’s Law at Qumran. Miqṣat Ma῾aśe Ha-Torah, Some of the Works of the Torah (4QMMT). Introduction, Text, Translation and Interpretative Essays by Jonathan Ben-Dov, John J. Collins, Lutz Doering, Jörg Frey, Charlotte Hempel, Reinhard G. Kratz, Noam Mizrahi, Vered Noam, Eibert Tigchelaar. Tübingen 2020, ISBN 978-3-16-155305-9.
38. Die göttliche Weisheit des Hermes Trismegistos. Pseudo-Apuleius, Asclepius. Herausgegeben von Dorothee Gall. Eingeleitet, übersetzt und mit interpretierenden Essays versehen von Sydney H. Aufrère, Dorothee Gall, Claudio Moreschini, Zlatko Pleše, Joachim F. Quack, Heike Sternberg el-Hotabi und Christian Tornau. Tübingen 2021, ISBN 978-3-16-155552-7.
39. Von »falschen Hunden« und wahren Mythen. Herausgegeben von Heinz-Günther Nesselrath. Eingeleitet, übersetzt und mit interpretierenden Essays versehen von Bruno Bleckmann, Maria Carmen De Vita, Heinz-Günther Nesselrath, Michael Schramm, Jan R. Stenger und Ilinca Tanaseanu-Döbler. Tübingen 2021, ISBN 978-3-16-161348-7.
40. Sonne, Kosmos, Rom. Kaiser Julian, Hymnos auf den König Helios. Herausgegeben von Michael Schramm. Eingeleitet, übersetzt und mit interpretierenden Essays versehen von Franco Ferrari, Martin Hose, Stefan Rebenich, Adolf Martin Ritter, Michael Schramm und Ilinca Tanaseanu-Döbler. Tübingen 2022, ISBN 978-3-16-157543-3.
41. Die pagane Theologie des Philosophen Salustios. Herausgegeben von Detlef Melsbach. Eingeleitet, übersetzt und mit interpretierenden Essays versehen von Nicole Belayche, Robbert M. van den Berg, Adrien Lecerf, Detlef Melsbach und Jan Opsomer. Tübingen 2022, ISBN 978-3-16-157667-6.
42. Über Trauer und den richtigen Umgang mit ihr. Herausgegeben von Markus Hafner und Robert Porod. Eingeleitet, übersetzt und mit interpretierenden Essays versehen von Alexander Free, Markus Hafner, Andreas Heller, Birgit Heller, Erich Lehner, Robert Porod u. a. Tübingen 2022, ISBN 978-3-16-161899-4.
43. Galen’s Humanistic Medicine. The Essay Quod Optimus Medicus. Herausgegeben von Aileen R. Das. Eingeleitet, übersetzt und mit interpretierenden Essays versehen von Todd Curtis, Aileen R. Das, Heinz-Günther Nesselrath, Caroline Petit, Ralph M. Rosen, Florian Steger, Teun Telemann, Elvira Wakelnig, Bronwen L. Wickkiser. Tübingen 2023, ISBN 978-3-16-161957-1.
44. Jesus Sirach. Jüdisches Gesetz und kosmische Weisheit. Herausgegeben von Markus Witte. Eingeleitet, übersetzt und mit interpretierenden Essays versehen von Markus Asper, Christine Ganslmayer, Gerhard Karner, Marko Marttila, Werner Urbanz, Oda Wischmeyer, Markus Witte und Burkard Zapff. Mohr-Siebeck, Tübingen 2023, ISBN 978-3-16-158251-6 (PDF-Leseprobe mit Vorwort und Inhaltsverzeichnis).